# پروفسور دیوانه (فیلم ۱۹۹۶)
پروفسور دیوانه (انگلیسی: The Nutty Professor) فیلمی به کاگردانی تام شادیاک و تهیه‌کنندگی برایان گریزر و راسل سیمونز و بازی ادی مورفی محصول سال ۱۹۹۶ میلادی است.